# Le sabbie di Amon
Le sabbie di Amon è il secondo libro della trilogia di Aléxandros, scritto da Valerio Massimo Manfredi e pubblicato dalla Mondadori nel 1998.
Il romanzo è stato tradotto in spagnolo, francese, olandese, polacco, portoghese, inglese, sloveno, svedese, rumeno, russo, italiano e altre lingue.

## Trama
Al termine dell'assedio della città di Ilio, Alessandro fa sua l'armatura di Achille, custodita nel tempio, ritenendo di esserne il successore. Dopo aver liberato altre città greche in Asia si scontra al fiume Granico con l'esercito imperiale comandato da Memnone, un mercenario greco ritenuto dal sovrano ellenico l'unico avversario degno di lui; l'esito della battaglia è favorevole ai greci, e grazie all'intervento di Clito il Nero il figlio di Filippo trova la salvezza, persino il mercenario al servizio della Persia viene ferito in combattimento e deve essere curato e nascosto poiché i macedoni lo stanno cercando. Dopo questo successo si dirige verso la città di Mileto che conquista non senza travagli; ad un certo punto gli si presenta la regina di Caria che gli chiede di adottarlo come figlio, in cambio riceverà la sottomissione di tutta la terra da essa controllata ed egli accetta. Dopo questo avvenimento insolito l'esercito si dirige ad Alicarnasso che, dopo un assedio di più mesi riesce ad espugnare. Tuttavia Memnone riesce a scappare ed a ricongiungersi con la flotta persiana sano e salvo. Conclusa la battaglia Alessandro decide di dividere in due le truppe, per velocizzare i tempi, per poi ritrovarsi a Gordio, dove il re dei macedoni scioglie il nodo, famoso perché chi sarà in grado di risolverlo dominerà l'Asia intera, tagliandolo con la spada; tale gesto impressiona Aristandro, un indovino da lui conosciuto durante la spedizione contro Ilio, che gli predice che riuscirà nella sua impresa. Nello stesso tempo Aristotele cercava la verità sulla morte di Filippo e Memnone si ammala di una malattia che lo porterà alla morte poco dopo aver visto per l'ultima volta la moglie Barsine, di cui anche lo stesso condottiero macedone è innamorato. Alessandro decide di recarsi in Egitto per interpellare l'oracolo di Zeus Amon; dopo una lunga marcia nel deserto, di più settimane, giungono nella “terra degli imbalsamatori” dove il re fonda una città che chiama Alessandria d'Egitto. Una volta giunto all'oracolo lo interpella sulle proprie origini e questo gli risponde che egli è il figlio di Zeus Amon. Purtroppo in questa impresa il secondogenito del generale Parmenione trova la morte in una campagna designata da Alessandro in Italia.

## Edizioni
- Valerio Massimo Manfredi, Aléxandros. Le sabbie di Amon, Mantova, Arnoldo Mondadori Editore, 1º settembre 1998,  p. 408, ISBN 9788804456070.
- Valerio Massimo Manfredi, Aléxandros. Le sabbie di Amon, Best Sellers, Mantova, Mondadori, 7 ottobre 2010,  p. 420, ISBN 9788804509691.